# Nécropole de Monte Michele
La Nécropole de Monte Michele  est un site comportant des tombes de la civilisation étrusque (IXe – VIe siècle av. J.-C.). Elle est située près de l'antique ville de Véies, dans la province de Rome (Latium).

## Histoire
La nécropole de monte Michele fait partie de l'ensemble des nécropoles de Véies qui, dans la première période de l'Âge du fer, furent principalement disséminées dans les versants septentrional et méridional du plateau et pendant la période villanovienne, la nécropole de Monte Michele est issue de l'extension naturelle des zones sépulcrales qui se produisit au cours du IXe siècle av. J.-C.
Les fouilles de 1843 entreprises par le marquis Campana ont permis de mettre au jour la tombe dite Tombe Campana, du nom de son découvreur.
À la fin de l'année 1981 débuta une campagne de fouilles qui aboutit à la découverte d'un groupe de cinq tombes dont l'une, datable du milieu du VIIe siècle av. J.-C., comportait un riche trousseau funéraire.

## Typologies
Les typologies et les modalités sépulcrales les plus anciennes entrent dans la coutume typique de la période villanovienne avec la déposition des cendres dans le vase biconique a impasto couvert d'une pierre ou d'un casque en bronze (signe votif), avec quelques objets personnels d'ornement mêlés aux ossements du mort.
On y trouve aussi des tombes à hypogée (tumulus) comme la Tombe Campana (fin du VIIe siècle av. J.-C.)  qui était peinte à fresque.

## Sources
- Voir liens externes